# Bridgewater (Massachusetts)
Bridgewater ist eine Kleinstadt im Plymouth County des Bundesstaats Massachusetts in den Vereinigten Staaten. Das U.S. Census Bureau hat bei der Volkszählung 2020 eine Einwohnerzahl von 28.633 ermittelt.

## Geschichte
Dieses Gebiet wurde 1645 als Teil von Duxbury durch Kauf von den amerikanischen Ureinwohnern von 54 Eigentümern gegründet – die meisten ließen sich dort nicht nieder. Bridgewater wurde am 3. Juni 1656 aus Duxbury in der Kolonie Plymouth gegründet. Die Stadt wurde in Plymouth County eingegliedert, als dieses 1685 gebildet wurden. Für kurze Zeit, von 1686 bis 1689, war die Stadt Teil des Dominion of New England. Die Stadt ist immer noch im Plymouth County, obwohl sie in der Schwebe war, bis die „Kolonie“ 1691 mit der Massachusetts Bay Colony zusammengelegt wurde, die zum Commonwealth of Massachusetts wurde.

## Demografie
Laut einer Schätzung von 2019 leben in Bridgewater 27.619 Menschen. Die Bevölkerung teilt sich im selben Jahr auf in 84,9 % Weiße, 8,6 % Afroamerikaner, 0,3 % amerikanische Ureinwohner, 2,2 % Asiaten, 0,1 % Ozeanier und 2,1 % mit zwei oder mehr Ethnizitäten. Hispanics oder Latinos aller Ethnien machten 3,9 % der Bevölkerung aus. Das mittlere Haushaltseinkommen lag bei 95.675 US-Dollar und die Armutsquote bei 9,4 %.

## Bildung
Die Bridgewater State University, eine öffentliche Universität befindet sich in Bridgewater.

## Söhne und Töchter der Stadt
- George Leonard Andrews (1828–1899), Offizier, Ingenieur und Hochschullehrer
- Joseph Augustine Cushman (1881–1949), Paläontologe
- Dennis Clifford (* 1992), Basketballspieler